# Zsignár István
Zsignár István (Golop, 1930. június 12. – Miskolc, 2002. július 19.) magyar festőművész, tanár. Miskolcon alkotott.

## Élete, munkássága

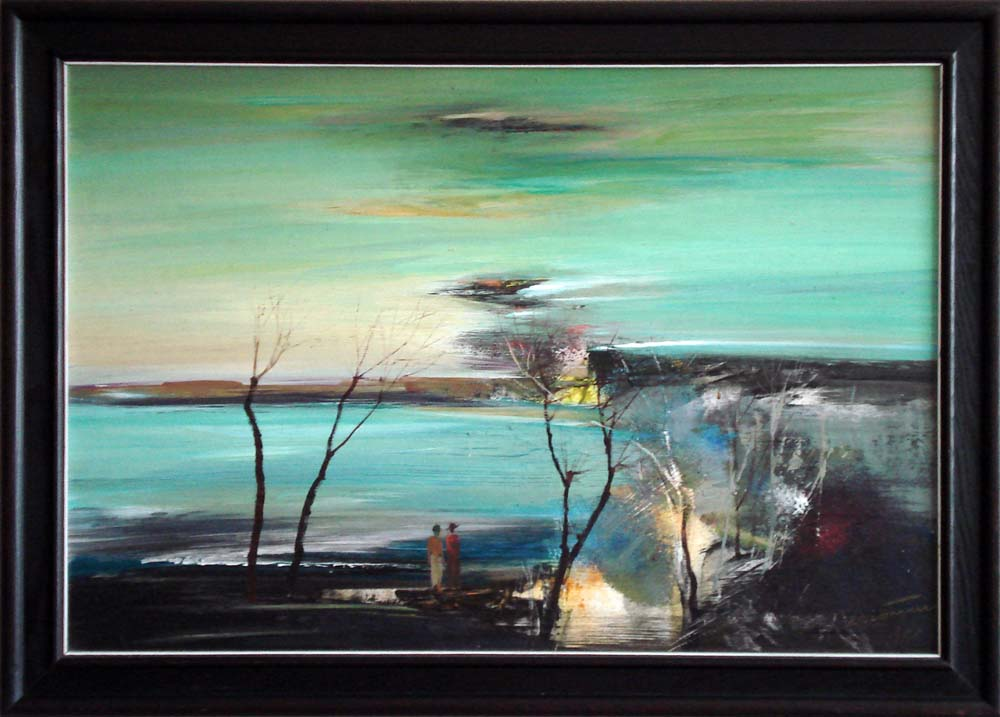
Zsignár István: Tópart (olaj, 48×70 cm, 1990)

Zsignár István Golopon, a kis zempléni falucskában töltötte gyermekkorát, pár kilométerre Szerencstől. Apja kovács volt, és a gyermek – segédkezve apjának – elsajátította a tűzi kovácsolás fortélyait. Ez is hozzájárult manuális képességeinek kifejlődéséhez, a rend és a munkafegyelem korai elsajátításához, a kétkezi munka megbecsüléséhez. Kertjük végében folyt a Szerencs-patak, ahonnan sokszor figyelte a hegyaljai tájat, innen származott a táj szépségére való rácsodálkozás későbbi képessége. Sokat rajzolgatott, tehetségére a tanárai is felfigyeltek, de csak különböző plakátok és díszletek festését bízták rá, módszeres képzésben ekkor még nem részesült.
1951-ben került Szegedre, a Juhász Gyula Tanárképző Főiskolára, itt kapta meg azt a rajz-képzőművészeti képzést, ami művésszé válásához vezetett. Vinkler László, Major Jenő és Kopasz Márta voltak a mesterei. 1954-ben végzett rajz szakon. Már hallgatóként részt vett kiállításokon, és országos portrépályázaton második díjat nyert. 1958-ban már három alkotását állította ki az Ernst Múzeumban.
Először Battonyán tanított, majd 1959-ben költözött Miskolcra, ahol azonnal bekapcsolódott a helyi művészeti életbe. Rajztanárként dolgozott és képzőművészeti szakköröket vezetett, 1961-től például nyolc évig irányította az igen sikeresen működő Nehézipari Műszaki Egyetem képzőművészeti körét, valamint a Pedagógus Képzőművészeti Szakkört, a MÁV és a mezőkövesdi kört. 1972-től majd tíz évig vezette a Zrínyi Ilona Gimnázium rajz tagozatos osztályát (ahonnan hallgatók sora került művészeti főiskolákra), 1962 és 1969 között a tokaji művésztelep vezető tanára volt. Ő volt az, aki újjászervezte a miskolci rajztanárok Képzőművészeti Stúdióját. A munka mellett – a fentieken kívül húsz évig, 1961 és 1981 között rajzszakfelügyelő is volt Borsod megyében és Miskolcon – sokat festett, és műveivel rendszeres résztvevője volt a különböző helyi és országos kiállításoknak, de külföldön is sokat szerepelt (NDK, Lengyelország, Csehszlovákia stb.). Számos tanulmányúton is részt vett: az akkori szocialista országokon kívül Olaszországban, Franciaországban és Görögországban, és számos nemzetközi művésztelepen is dolgozott. 
Az oktatással 1981-ben hagyott fel, attól kezdve csak a festéssel foglalkozott. „Fő tevékenységem az alkotó munka, amiben kutatom a »rámszabott« technikai kifejezés lehetőségeit, hogy az anyaggal való munkálkodás egyre szélesebb skáláját tudjam uralni. Élményanyagom a táj, amely varázsával hatalmába tart, mert nincs ígéretesebb és boldogítóbb, mint a látott, csodálatos világot újrateremteni, indulataimnak megfelelően. Célom és feladatom, hogy művészetemmel egy tiszta világot adjak, amivel a nézőnek örömöt nyújtok.” – írta saját művészetéről. Máshol: „Nincs ígéretesebb, mint a látott világot újrateremteni az indulataimnak megfelelően. A belülről jövő intuitív festés nehezebb, de rendezettebb, tisztább, mint a közvetlen látvány utáni festés.” Munkásságának java részét az erőteljes hatású tájképek teszik ki, amelyeken a borsodi tájat, néha az ipari környezetet mutatja meg, de portrékat és hangulatos csendéleteket is készített.
Tagja volt az Észak-magyarországi Képzőművészeti területi szervezetnek és a Művészeti Alapnak. 1997-ben elnyerte Miskolc város nívódíját. 2002. július 19-én hunyt el Miskolcon.

## Egyéni kiállításai

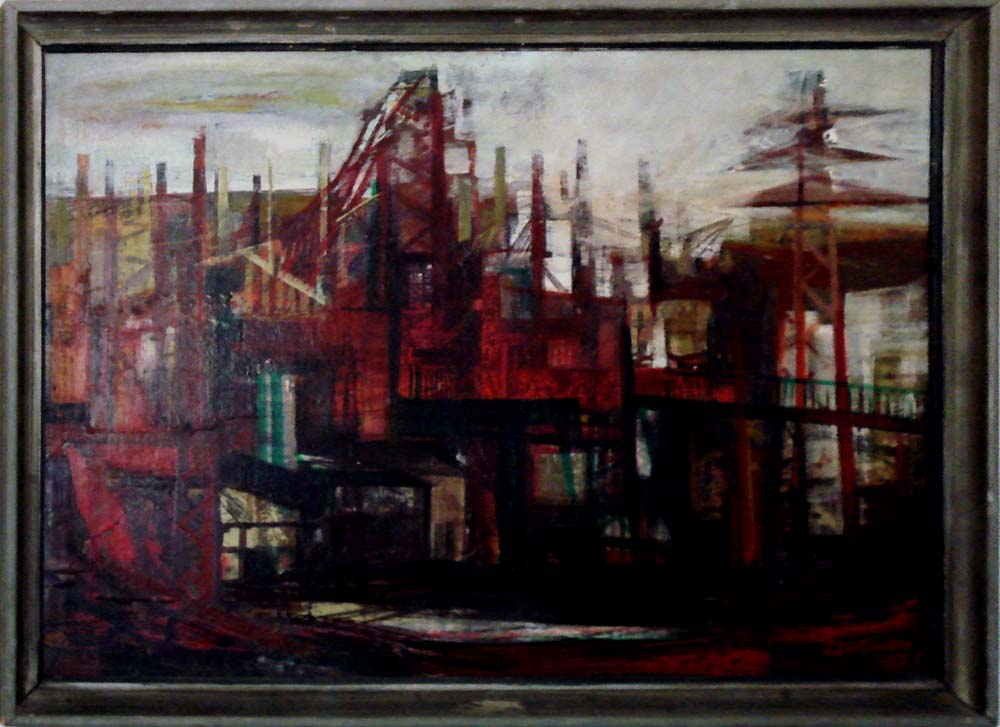
Zsignár István: Vasgyár (olaj, Miskolci Egyetem)

- 1967 – Szőnyi István Terem, Miskolc
- 1969 – Rákóczi-vár, Szerencs
- 1970 – Művelődési Központ, Encs
- 1970 – Művelődési Központ, Kazincbarcika
- 1975 – Iskola Galéria, Miskolc
- 1978 – Vasas Galéria, Miskolc
- 1979 – Fővárosi Művelődési Ház, Budapest
- 1979 – Fáklya Klub, Budapest
- 1981 – Mini Galéria, Miskolc
- 1982 – Szőnyi István Terem, Miskolc
- 1983 – Művelődési Központ, Ózd
- 1984 – Rudnay Terem, Eger
- 1985 – Mini Galéria, Miskolc
- 1986 – Megyei Szakszervezeti Székház, Miskolc
- 1987 – Miskolci Galéria, Miskolc
- 1988 – KSZDSZ Terem, Budapest
- 1990 – Szőnyi István Terem, Miskolc
- 1992 – Tehetséggondozó Galéria, Miskolc
- 1992 – Technika Háza – Mini Galéria, Miskolc
- 1993 – Miskolci Galéria, Miskolc (életműkiállítás)
- 1995 – Iskola Galéria, Miskolc
- 1996 – Lillafüred Galéria, Lillafüred
- 1997 – Megyeháza Galéria, Miskolc
- 1997 – Ady Művelődési Ház, Balatonföldvár

## Elismerései
- 1959 – Miskolc városi KISZ pályázat I. díj,
- 1962 – Észak-magyarországi csoportos kiállítás III. díj,
- 1977 – „Szocialista Kultúráért" kitüntetés,
- 1978 – Székely Bertalan emlékérem,
- 1989 – KSZDSZ művészeti díj,
- 1997 – Miskolc város nívódíja.